# Adolf Miethe

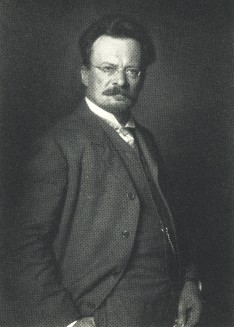
Adolf Miethe um 1905 auf einer Fotografie von Nicola Perscheid.

Adolf Christian Heinrich Emil Miethe (* 25. April 1862 in Potsdam; † 5. Mai 1927 in Berlin) war ein deutscher Photochemiker und Pionier der Fototechnik.

## Leben
Adolf Miethe wuchs in bürgerlichen Verhältnissen auf. Sein Vater Albert Miethe war Stadtrat in Potsdam und – wie sein Großvater Johann Friedrich Miethe – Schokoladenfabrikant.

### Studium und Berufsanfang
Nach dem Abitur, das er auf dem Viktoria-Gymnasium ablegte, studierte er Physik, Astronomie und Chemie in Berlin und anschließend in Göttingen, wo er 1889 mit der Arbeit „Zur Actinometrie photographisch-astronomischer Fixsternaufnahmen“ zum Dr. phil. promoviert wurde. Praktische Erfahrungen auf dem Gebiet der Astrofotografie hatte er bereits am Astrophysikalischen Observatorium Potsdam als Hilfsassistent erworben, wo er 1887 gemeinsam mit Johannes Gaedicke (1836–1916) das Blitzlichtpulver aus Magnesium, Kaliumchlorat und Schwefelantimon erfand. Nach dem Studium nahm er verschiedene Stellungen in der optischen Industrie an, wurde wissenschaftlicher Mitarbeiter der optischen Werkstatt Edmund Hartnacks in Potsdam, wo er Mikroskopobjektive konstruierte. Durch die Einführung von hochbrechendem Kronglas in die Frontlinse konnte er einen größeren Arbeitsabstand erreichen. Nach dem Tod Hartnacks wechselte Miethe 1891 zu Schulze & Barthels nach Rathenow, einer für ihre optische Industrie weltbekannten Kleinstadt in Brandenburg, und entwickelte dort Fernrohre und -gläser für zivile und militärische Zwecke. In dieser Zeit errechnete er auch, unabhängig von Thomas Rudolphus Dallmeyer (1859–1906) und Carl August von Steinheil, die ersten in die Praxis eingeführten Teleobjektive. 1894 wechselte er erneut seinen Arbeitsplatz und ging zu Voigtländer & Sohn nach Braunschweig, wo er sich ebenfalls verschiedenen Aufgaben in der Optik widmete. Miethe nahm bei Voigtländer das Amt des technischen Direktors ein, nachdem das Unternehmen in eine Aktiengesellschaft umgewandelt worden war. Außerdem arbeitete er an der Verbesserung von Zielfernrohren, eine Arbeit, an der er als leidenschaftlicher Schütze besonderes Interesse besaß.

### Lehre und Forschung
Nach dem Tod von Hermann Wilhelm Vogel erhielt Miethe zum 1. Oktober 1899 eine Berufung als dessen Nachfolger an den Lehrstuhl für Fotochemie, Fotografie und Spektralanalyse der Königlich technischen Hochschule zu Berlin. Dieser Lehrstuhl, der bei seiner Einrichtung 1873 der weltweit erste seiner Art war, bot Miethe weitreichende Möglichkeiten der Forschung in der Chemie und Physik.

Die Filter sind zusammen mit der zu belichtenden Glasplatte in einen Schlitten geschoben (hier der Übersichtlichkeit halber getrennt). Dieser wird nach jeder Aufnahme über einen pneumatischen Mechanismus (nicht abgebildet) um ein Bild nach unten gefahren, sodass der nächste Farbauszug aufgenommen werden kann.

Eine seiner bedeutendsten Leistungen auf dem Gebiet der Fotografie war ein Beitrag zur Farbfotografie. Er konstruierte eine Kamera zur „Dreifarbenfotografie nach der Natur“, die von dem Berliner Kunsttischler Wilhelm Bermpohl (+ 1935) gebaut wurde. Ihre erste öffentliche Präsentation erfolgte 1903 an der Königlich Technischen Hochschule in Berlin. Bei diesem Verfahren wird ein Motiv auf jeweils drei verschiedene schwarz-weiß Fotoplatten aufgenommen, denen jeweils eine Farbfilterplatte in rot, grün und blau vorgesetzt ist. Von den Aufnahmen werden nun Positive angefertigt, die durch die gleichen Farbfilter projiziert werden, durch die sie aufgenommen wurden. Durch Überblendung entsteht dabei ein Farbbild. Das theoretisch recht einfache Verfahren wurde durch eine Vielzahl technischer Probleme erschwert. So war eines der größten Probleme die tonwertrichtige Wiedergabe der Farben auf den Schwarz-Weiß-Platten. Hierbei leistete Miethe mit der Entwicklung eines panchromatischen Aufnahmematerials einen entscheidenden Beitrag zur Farbfotografie, indem er das Ethylrot als panchromatischen Sensibilisator entdeckte. Mit einer solchen Wechselschlittenkamera erstellte der russische Fotopionier Sergei Michailowitsch Prokudin-Gorski Farbfotos, u. a. 1908 von Leo Tolstoi und 1909 bis 1914 von Motiven in ganz Russland. Die Fotografen Eduard Kiewning, Bruno Marquardt und Robert Lohmeyer nutzten das Verfahren zwischen 1907 und 1909, um im Auftrag eines Berliner Verlages Farbaufnahmen der deutschen Kolonien herzustellen.
Miethe gliederte dem Lehrstuhl 1909 eine fotografische Sternwarte an und gründete und leitete ab 1921 die Prüf- und Versuchsanstalt für Kinotechnik, in der er das Amt eines Obmanns des Kuratoriums ausübte. Sein Mitarbeiter und Nachfolger war Erich Lehmann.
Sein großes Interesse an der Astrofotografie machte ihn zum Teilnehmer mehrerer Expeditionen, 1908 untersuchte er auf einer Expedition nach Oberägypten Dämmerungserscheinungen und das ultraviolette Ende des Sonnenspektrums. 1910 nahm er an der Studienexpedition des Grafen Zeppelin nach Spitzbergen teil, die die Möglichkeit erkundete, die Polargebiete mit einem Luftschiff zu erforschen, und dazu meteorologische Untersuchungen vornahm. 1914 leitete er eine Expedition nach Sandnessjøen in Norwegen zur Beobachtung der Sonnenfinsternis vom 21. August.
Im Jahre 1922 wurde Miethe Ehrenmitglied der Deutschen Kinotechnischen Gesellschaft (DKG), einer Vorläuferin der heutigen Fernseh- und Kinotechnischen Gesellschaft.

### Kontroverse um die Herstellung von Gold aus Quecksilber
Im Juli 1924 erregte Miethe Aufsehen, als er berichtete, zusammen mit Hans Stammreich mittels elektrischer Entladung Gold aus Quecksilber erzeugt zu haben. Er hatte bei Versuchen mit einer Quecksilberdampflampe entdeckt, dass das mit der Luft in Kontakt stehende Quecksilber nach der Benutzung in der Lampe Spuren von Gold enthielt, das eingefüllte Quecksilber der Lampe jedoch nicht. In weiteren Versuchen beschoss er Quecksilber mit langsamen Elektronen und stellte erneut Gold und ein silberähnliches Metall fest. Der japanische Physiker Hantaro Nagaoka bestätigte Miethes Befunde im Juli 1925. Gleichzeitig analysierte Fritz Haber das Ausgangsquecksilber und fand kein Gold. Ein weiterer Reproduktionsversuch US-amerikanischer Physiker im Dezember 1926 scheiterte, sie sahen Verunreinigungen im doppelt-destillierten Quecksilber als den Ursprung des gefundenen Goldes an. Weitere Versuche durch Haber stellten fest, dass sich zwar Silber und Gold im Quecksilber angefunden hatten, jedoch nur in kleinen Mengen, die in keiner erkennbaren Relation zur aufgewandten elektrischen Leistung standen. Er ermittelte Verunreinigungen durch Goldstaub in der Luft, den verwendeten Elektroden sowie der goldenen Brille eines Assistenten als Ursprung der Edelmetalle.
Adolf Miethe starb am 5. Mai 1927 in Berlin an den Spätfolgen einer 1½ Jahre vorher bei einem Zugunglück erlittenen Verletzung, von der er sich trotz mehrerer operativer Eingriffe nicht erholt hatte.

### Weiteres Wirken
1904 lieferte Miethe im Auftrag des Kölner Schokoladeproduzenten Ludwig Stollwerck zahlreiche Naturfarbenaufnahmen für das Stollwerck-Sammelalbum No. 7. Dies war das erste in Deutschland veröffentlichte Buch, das durchgehend mit Farbfotos nach dem von Miethe entwickelten System illustriert war.
Seine vielseitigen Interessen und seine umfassenden Kenntnisse in den Naturwissenschaften ließen ihn auch außerhalb der Fotografie tätig werden. So entwickelte er auch ein Verfahren zur Gewinnung synthetischer Edelsteine (Korunde und Spinelle).
Adolf Miethe war Herausgeber mehrerer Zeitschriften und Bücher und verfasste an die hundert Artikel zur Fotografie. 1889 übernahm er die Redaktion des Photographischen Wochenblatts und gründete 1894 die Fachblätter Atelier des Photographen und Photographische Chronik.
Miethe war Ehrenvorsitzender des Photographischen Vereins zu Berlin.
Adolf Miethe führte den Titel eines „Geheimen Regierungsrates“.

### Familie
Adolf Miethe war verheiratet mit Marie, geb. Müller (* 23. Juni 1866 in Ascherode; † 1946). Das Paar hatte die Töchter Inge (* 1891) und Käthe (1893–1961).

### Adolf Miethe als Namensgeber
Nach Adolf Miethe sind in Spitzbergen der Gletscher Miethebreen, der in den Magdalenefjord kalbt, und das Eiland Mietheholmen im Kongsfjord banannt. Miehte ist auch namensgeber des Miethe-Gletscher im Norden der Antarktischen Halbinsel.

## Galerie
Frühe Farbfotografien von Adolf Miethe, gedruckt von drei farbgefilterten Schwarz-Weiß-Negativen, die mit einer von Miethe entwickelten Farbkamera aufgenommen wurden.

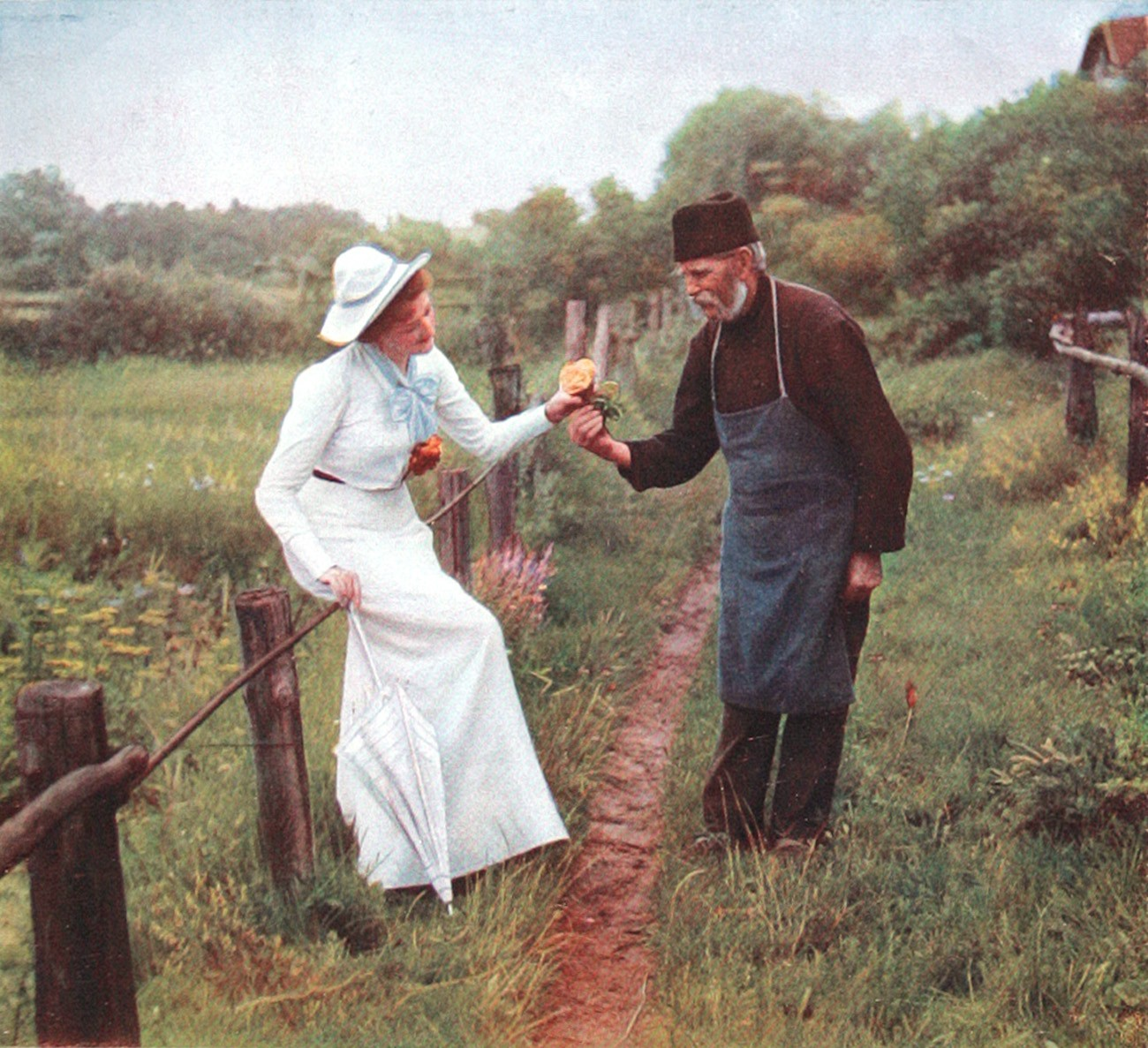
1902
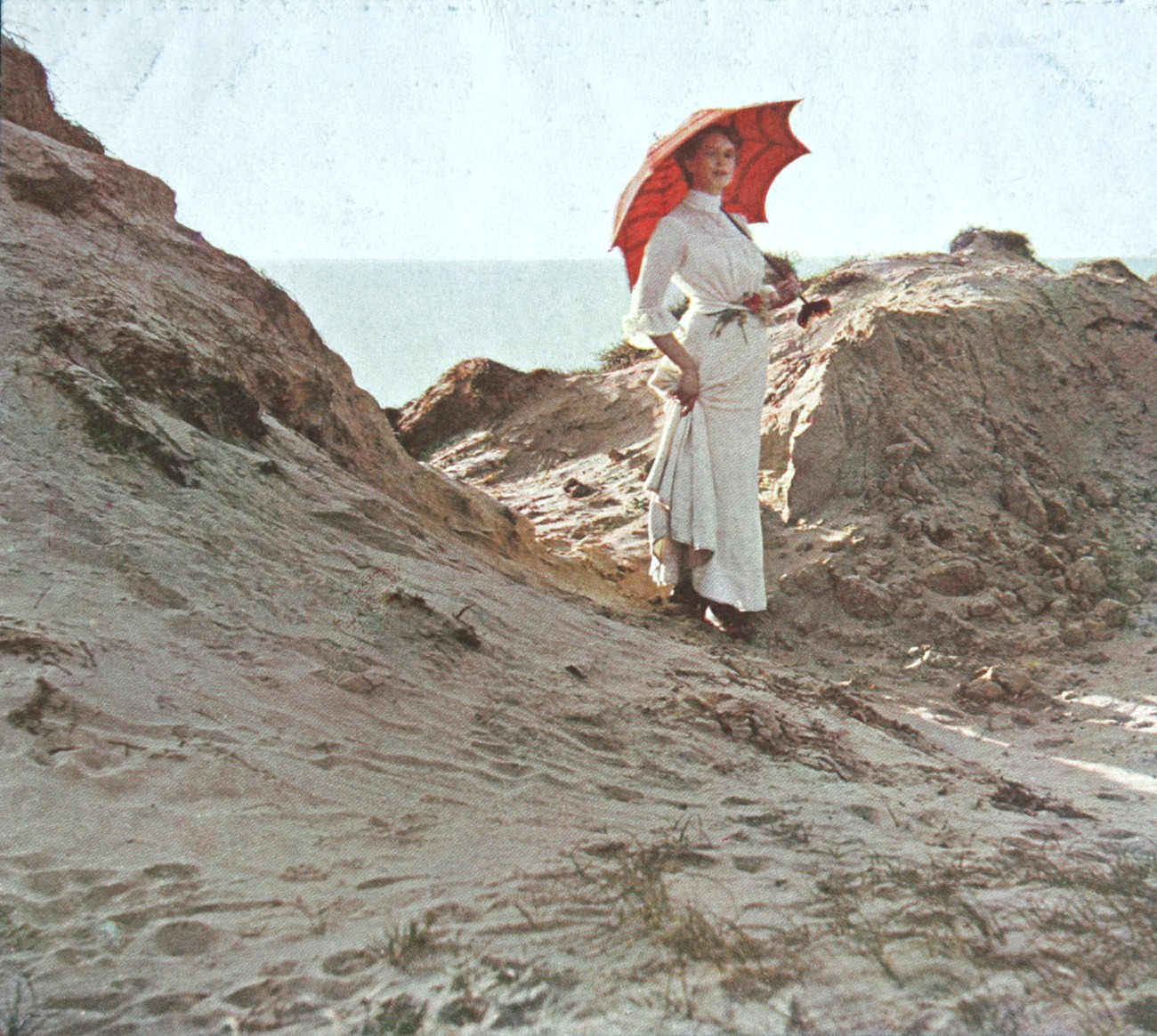
1903
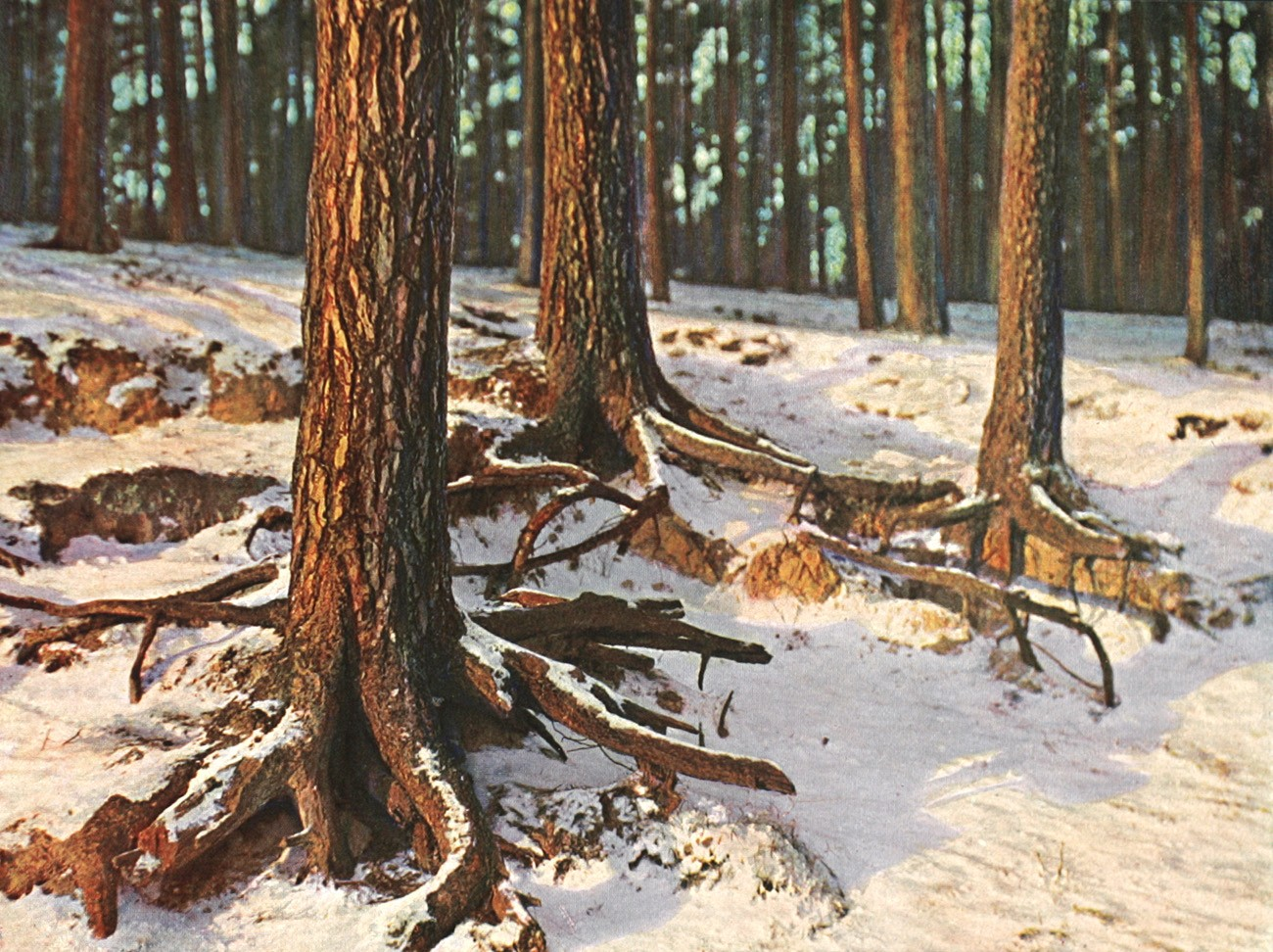
1907
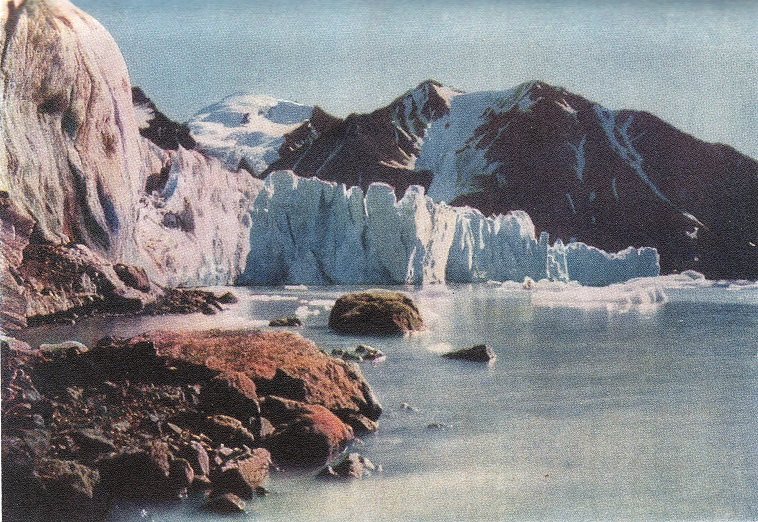
1910

## Schriften
- Zur Actinometrie astronomisch-photographischer Fixsternaufnahmen, Göttingen 1889 (Dissertation)
- Taschen-Kalender für Amateur-Photographen, 1890–1895
- Photographische Optik ohne mathematische Entwicklungen, R. Mückenberger, Berlin 1893
- Grundzüge der Photographie, W. Knapp, Halle/Saale 1893
- Lehrbuch der praktischen Photographie, W. Knapp, Halle/Saale 1896 (4 Auflagen)
- Vorlage-Blätter für Photographen, W. Knapp, Halle/Saale 1897–1903
- Dreifarbenfotografie nach der Natur, 1904 (2 Auflagen) (Dreifarbenfotografie)
- Die geschichtliche Entwicklung der farbigen Photographie. In: Phonographische Zeitschrift, Nr. 6., Berlin 1905, S. 120f. Digitalisat
- Unter der Sonne Ober-Ägyptens, Ernst Vohsen, Berlin 1909
- Photographische Aufnahmen vom Ballon aus, W. Knapp, Halle/Saale 1909 (2. Auflage als Die Photographie aus der Luft, Halle/Saale 1916)
- Die chemische Wirkung des Lichtes, in: Der Mensch und die Erde, Bd. 7, S. 320–384, Berlin 1911
- Mit Zeppelin nach Spitzbergen, Hrsg.: H. Hergesell, Bong, Berlin und Leipzig 1911
- Naturwissenschaftliche Plaudereien. 25 Essays aus dem Zeitraum eines Vierteljahrhunderts, Berlin 1914
- Künstlerische Landschaftsphotographie, Halle/Saale 1919
- Das ABC des Lichtbildners, Halle/Saale 1920
- Die Technik im zwanzigsten Jahrhundert, 6 Bände, Braunschweig 1911–1921:
  - Band 1: Die Gewinnung der Rohmaterialien, 1911
  - Band 2: Die Verarbeitung der Rohstoffe, 1912
  - Band 3: Die Gewinnung des technischen Kraftbedarfs und der elektrischen Energie, 1912
  - Band 4: Das Verkehrswesen, die Großfabrikation, 1912
  - Band 5: Bauingenieurwesen, Küstenbefeuerung, Luftbilderkundung, 1920
  - Band 6: Die Technik im Weltkriege, 1921
- Die Selbstherstellung eines Spiegelteleskops (Basteln- und Bauen-Bücherei), Stuttgart 1920 (3 Auflagen)
- Die Dame mit der Kamera, Berlin 1925
- Das Land der Pharaonen. Ägypten von Kairo bis Assuan, Bonn und Leipzig 1925
- Spitzbergen, das Alpenland im Eismeer. Sommerfahrten u. Wanderungen, Berlin 1925